# Frajer Luke
Frajer Luke (v anglickém originále Cool Hand Luke) je americký vězeňský film z roku 1967, který režíroval Stuart Rosenberg, v hlavní roli s Paulem Newmanem a s Georgem Kennedym, který za svůj výkon získal Oscara. Newman v hlavní roli Luka, vězně ve floridském vězeňském táboře, který se odmítá podřídit systému. Děj filmu se odehrává na počátku 50. let 20. století a vychází z románu Donna Pearce Cool Hand Luke z roku 1965.
Roger Ebert označil Frajera Lukea za protistátní film natočený v době rodícího se odporu lidu proti válce ve Vietnamu. Natáčení probíhalo v kalifornské oblasti delty řeky San Joaquin; kulisy, imitující vězeňskou farmu na Jihu, vznikly na základě fotografií a měření provedených štábem, který filmaři vyslali do Road Prison v Gainesville na Floridě.
Film Frajer Luke se po svém uvedení do kin dočkal příznivých recenzí a zaznamenal kasovní úspěch. Film upevnil Newmanův status jednoho z nejlepších herců té doby a byl označen za „prubířský kámen jedné éry“. Newman byl nominován na Oscara za nejlepší mužský herecký výkon, Kennedy získal Oscara za nejlepší mužský herecký výkon ve vedlejší roli, Pearce a Pierson byli nominováni na Oscara za nejlepší adaptovaný scénář a Lalo Schifrin byl nominován na Oscara za nejlepší původní hudbu. Knihovna Kongresu Spojených států amerických vybrala film v roce 2005 k uchování v Národním filmovém registru, protože jej považuje za „kulturně, historicky nebo esteticky významný“. Stoprocentní hodnocení má film na webu agregátoru recenzí Rotten Tomatoes a věta ředitele věznice (Strother Martin) ve filmu začínající slovy „What we've got here is failure to communicate“ byla zařazena na 11. místo v žebříčku Amerického filmového institutu 100 let....100 filmových hlášek.

## Děj
Lucas "Luke" Jackson, válečný veterán, je na Floridě v 50. letech odsouzen na dva roky v pracovním táboře za vandalismus. Tábor vede přísný Kapitán a tichý střelec Godfrey, přezdívaný "muž bez očí". I drobný přestupek se trestá pobytem v malé dřevěné cele zvané "box".
Luke se odmítá podřídit vězeňské hierarchii a dostává se do konfliktu s vůdcem vězňů Draglinem. Při boxerském souboji je přemožen, ale svou vytrvalostí si získá respekt. Když vyhraje poker blafováním, Dragline ho pokřtí Frajer Luke. Po návštěvě nemocné matky Arletty se Luke cítí silnější a jeho vzdor motivuje ostatní vězně. Stává se legendou, když vede pracovní četu k nemožnému výkonu – postavit silnici za jediný den – a vyhraje sázku, že sní 50 natvrdo vařených vajec.
Po smrti matky se Luke rozhodne uprchnout. První pokus končí jeho dopadením a zpřísněním podmínek. Brzy utíká znovu a do věznice posílá fotografii s krásnými ženami. Po znovuzajetí je brutálně zbit a připoután dvojitými okovy. Kapitán varuje, že další pokus znamená smrt. Luke postupně ztrácí respekt vězňů, zvláště po psychickém zhroucení, kdy je nucen opakovaně kopat a zasypávat jámu. Když se naskytne příležitost, uprchne s Draglinem, ale brzy se rozdělí.
Luke se uchýlí do kostela a obviňuje Boha, že mu brání v životním vítězství. Obklíčen policií odmítá kapitulovat a paroduje Kapitánovu výhrůžku. Godfrey ho střelí do krku. Dragline se vzdává a pokusí se Godfreye uškrtit. Kapitán odmítne převoz do blízké nemocnice, aby Luke cestou zemřel. Umírající Luke se slabě usměje, když auto přejede Godfreyho sluneční brýle.
Později vězni pracují poblíž místa, kde byl Luke zastřelen. Dragline, nyní v okovech, s nimi sdílí vzpomínky na jeho vzdor.